# Verpulus gravelyi
Verpulus gravelyi is een hooiwagen uit de familie Sclerosomatidae.